# أمالا
أمالا مشروع سياحي ترفيهي فاخر أطلقه صندوق الاستثمارات العامة السعودي يوم 26 سبتمبر 2018م، يقع على الساحل الشمالي الغربي للمملكة العربية السعودية ضمن نطاق محمية الأمير محمد بن سلمان الملكية. تبلغ المساحة الإجمالية للمشروع 4155 كيلو متر مربع. تتمحور فكرة المشروع على مفهوم السياحة المتجددة الفاخرة المرتكزة على النقاهة والصحة والعلاج. وترتكز في أساسها على مبادئ الاستدامة البيئية.
يموّل المشروع عبر صندوق الاستثمارات العامة وعين في بدايته الرئيس التنفيذي للمشروع نيكولاس نيبلز خبير الضيافة الفاخرة والتطوير، وتولّى مسؤولية تطوير الاستراتيجية والإشراف على سير العمليات في المشروع حتى 2021، ومن ثم عُيّن جون باغانو في منصب الرئيس التنفيذي ليكمل قيادة المشروع. ويتوقع أن يوفر مشروع أمالا 22 ألف فرصة عمل في جميع قطاعات المشروع، والمساهمة في الناتج الإجمالي المحلي للملكة العربية السعودية بمبلغ 11 مليار ريال.

## مميزات المشروع
وُصفت منطقة المشروع بأنها «ريفييرا الشرق الأوسط» حيث أنها امتداد طبيعي لمناخ البحر الأبيض المتوسط المعتدل، وتبلغ المساحة الإجمالية للمشروع 4155 كيلو متر مربع، وتقع أمالا ضمن محمية الأمير محمد بن سلمان الطبيعية في الساحل الشمالي الغربي للسعودية، وبالجنوب من مشروع نيوم.
تتميز منطقة المشروع بمناخ معتدل طيلة العام، وتصل درجة حرارة الماء إلى 29 درجة مئوية. كما تحتوي منطقة المشروع على العديد من الشعاب المرجانية بالإضافة إلى أنواع عديدة من السمك المحلي وأسماك القرش.

## مستهدفات المشروع
يستهدف مشروع أمالا حين انتهائه كليا:
- المساهمة في الناتج المحلي الإجمالي للملكة العربية السعودية بقيمة 11 مليار ريال سعودي.[6]
- توفير 50 ألف فرصة وظيفية.[6][7]
- استقبال مالا يزيد عن 500 ألف زائر كحد أقصى سنويًا، وذلك للحفاظ على البيئة.
- افتتاح 29 فندقًا بإجمالي 3800 غرفة فندقية و1200 وحدة سكنية بالإضافة إلى مجموعة من المتاجر والمطاعم الفاخرة ومراكز الاستجمام والمرافق الترفيهية.[6]
- الالتزام بالحفظ البيئي وتحقيق زيادة في قيمة التنوع البيئي بنسبة 30% بحلول 2040.[7]
- تحقيق الحياد الكربوني حيث سيعتمد المشروع على الطاقة المتجددة بشكل كامل بمجرد اكتمال المشروع.[6]

يستهدف أمالا في مرحلته الأولى في عام 2025 افتتاح 8 منتجعات بإجمالي 1200 غرفة فندقية و200 وحدة سكنية، وقرية مارينا ومركز الحياة البحرية كوراليوم، ونادي أمالا لليخوت.

## مطور المشروع
تقوم شركة البحر الأحمر الدولية والمعروفة سابقًا بشركة البحر الأحمر للتطوير، بتطوير مشروع أمالا. وهي شركة مستقلة تُعنى بتطوير المشروع، بالإضافة إلى مشروع البحر الأحمر أحد المشاريع الكبرى والمملوكة بالكامل لصندوق الاستثمارات العامة في المملكة العربية السعودية، ويرأس مجلس إدارتها ولي العهد الأمير محمد بن سلمان، ورئيسها «جون باغانو» المدير التنفيذي للتطوير السابق لمجموعة كناري وارف لندن. وكان نيكولاس نيبلز الرئيس التنفيذي السابق لمشروع أمالا حتى مطلع عام 2021، ويواصل نيبلز حالياً عمله في مشروع أمالا ولكن بصفته استشارياً. وفي 29 أغسطس 2023، انضمت مشاريع الشركة بما فيها مشروع أمالا إلى شركاء الوجهات في المجلس العالمي للسفر والسياحة.

## تفاصيل المشروع
وُضع حجر الأساس للمشروع في الربع الأول من عام 2019، وستُفتتح المرحلة الأولى في منتصف عام 2025، ومن المقرر الانتهاء من المشروع كاملا بحلول عام 2027 ويتوقع أن يوفر المشروع نحو 50 ألف وظيفة، وسيضم المشروع عند اكتماله ما يقارب 3800 غرفة وجناحاً فندقياً في 29 فندقًا، وما يقارب 900 فيلا سكنية، بالإضافة إلى أكثر من 200 متجر ومطعم فاخر، كما سيضم ساحلًا للفن المعاصر، كما أن المشروع سيحوي عدداً واسعاً من الفعاليات الفنية والثقافية، حيث سيوفر مساحات متعددة الاستخدامات للاجتماعات والعروض الفنية والثقافية من مسرح، وموسيقى، ومتاحف، وصالات عروض فنية، ومنحوتات.

## وجهات المشروع

### تربل باي
صُممت تربل باي (بالإنجليزية: Triple Bay)‏، أو بالعربية الخلجان الثلاثة، حتى تكون مركزاً للاستجمام بحيث تحتوي على العديد من المنتجعات والمراكز الرياضية والصحية بإجمالي 1325 غرفة و435 وحدة فندقية في 16 فندقا. تتمتع منطقة تربل باي بإطلالة على الجبال وعلى البحر الأحمر. سيكون الساحل المطور (تربل باي) عند اكتماله مركزاً ثقافياً وسيحتوي على الحي الثقافي الذي سيضم متحفًا للفن المعاصر بالإضافة إلى مركز للفنون الأدائية والأعمال المسرحية وبينالي فني والعديد من المطاعم الفاخرة. وستكون هناك فعاليات ثقافية تُقام على مدار العام إضافةً للمهرجانات السينمائية في تربل باي.
يضم تربل باي أيضًا مركز كوراليوم للحياة البحرية، ونادٍ لليخوت من المقرر تصميمه على غرار تصاميم المنازل العربية على أن يكون النادي نقطة التقاء رئيسية لجميع وجهات مشروع أمالا. ومن المقرر أن يوفر النادي 120 رصيفاً لليخوت ومن المقرر إقامة العديد من الفعاليات المصاحبة لليخوت من سباقات القوارب والرحلات البحرية المحلية.

### المنتجعات

#### كلينيك لا بريري أمالا
كلينيك لا بريري هو منتجع استرخاء صحي فاخر يقع في تربل باي امالا وتبلغ مساحته 36115 متر مربع، يجمع بين تقديم الخدمات الطبية للنزلاء بالإضافة إلى الخدمات الفندقية الفاخرة. يحتوي المنتجع على نادي صحي وفلل سكنية بالإضافة إلى مرافق للصحة والتعافي ومعمل للتشخيص. يقدم المنتجع أيضًا تجارب متنوعة مثل ورش عمل وحصص لتعليم الطهي. سيكون الافتتاح في عام 2025 ويضم 66 غرفة وجناحًا فائق الفخامة و13 وحدة سكنية خاصة.

#### جاياسوم أمالا
جاياسوم أمالا هو منتجع صحي في تربل باي أمالا وتبلغ مساحته 7000 متر مربع. يركز على تقديم مرافق وخدمات متخصصة في الاستشفاء واللياقة والعلاج الطبيعي والصحة الشاملة بالإضافة إلى نادي صحي ونادي رياضي. سيكون الافتتاح في عام 2025 ويضم 66 غرفة وجناحًا فائق الفخامة و13 وحدة سكنية خاصة.

#### اكوينوكس أمالا
اكوينوكس أمالا هو منتجع صحي فاخر ويعد جزءا رئيسيا من قرية "مارينا" في وجهة "أمالا". قامت شركة "فوستر وشركاه" بتصميم المنتجع بشكل يسمح له بالاندماج مع طبيعة المنطقة المحيطة. سيضم المنتجع مجموعة من الفنادق الفاخرة والفلل والوحدات السكنية والمرافق التجارية، ويتمتع المنتجع بإطلالة على المرسى. سيكون الافتتاح في عام 2025 مع 128 غرفة بما في ذلك شقتين بنتهاوس فاخرتين.

#### روزوود أمالا
روزوود أمالا هو منتجع صحي يركز على الاستشفاء والاسترخاء بالإضافة إلى توفير فرص الاستكشاف والمغامرة. قامت شركة الهندسة المعمارية ACPV ARCHITECTS بتصميم المنتجع بشكل يعزز من الاستجمام والهدوء واندماج المنتجع مع البيئة المحيطة. يضم المنتجع نادي "روزوود إكسبلوررز"، والذي يهدف إلى تنظيم تجارب مناسبة للأطفال، بالإضافة الى مرافق للتأمل ومطاعم فاخرة. سيكون الافتتاح في عام 2025 مع 110 غرفة و26 مسكنًا.

#### فور سيزونز أمالا
فور سيزونز أمالا هو منتجع صحي فاخر يقع في تربل باي أمالا، ويضم المنتجع في داخله مركز صحي فاخر (سبا)، بالإضافة إلى حديقة عضوية ونادي صحي وملاعب جولف وفلل سكنية. صممت شركة الهندسة المعمارية U+A المنتجع، واعتمدت على دمج المنتجع بالبيئة المحيطة. يتمتع المنتجع بإطلالة على الساحل والبحر.

#### سيكس سينسز أمالا
سيكس سينسز أمالا هو منتجع صحي يقع في تربل باي أمالا. يضم المنتجع مرافقا للفنون والثقافة ومرافقا للتأمل بالإضافة الى خدمات الاستشفاء. يتمتع المنتجع باطلالات على خليج المانجروف وتضاريس أمالا الطبيعية. سيكون الافتتاح في عام 2025 ويضم 70 غرفة وجناحًا و25 وحدة سكنية خاصة و30 فيلا.

## أعمال المشروع

### المرحلة الأولى (التطوير والبناء) - 2025
تتضمن المرحلة الأولى من المشروع التطوير والبناء، وتركز على البنية التحتية للمشروع. كما تركز المرحلة الأولى على منطقة تربل باي حيث تم الانتهاء من المخطط الرئيسي للمنطقة. ومن المتوقع أن يكتمل تسليم 8 فنادق بإجمالي 1200 وحدة فندقية بحلول عام 2025. كما استُكمل جزء كبير من قرية العمال وهي حالياً في وضع التشغيل.

### المرحلة الثانية (اكتمال المشروع) - 2027
من المتوقع بحلول عام 2027 عند اكتمال المشروع افتتاح 29 فندقاً بإجمالي 3800 غرفة بالإضافة إلى العديد من المرافق الترفيهية ومراكز الاستجمام والمتاجر والمطاعم الفاخرة. ومن المتوقع أيضاً أن يسهم المشروع بتوفير 50 ألف وظيفة في حين اكتماله.

## الحفظ البيئي
يشكل عنصر الاستدامة والمحافظة على البيئة أحد أهم الركائز التي تستند عليها الشركة المطورة لمشروع أمالا، ووقعت الشركة اتفاقية تفاهم مع وزارة البيئة والمياه والزراعة وذلك لتعزيز التعاون للمحافظة على الثروة النباتية والحيوانية بمنطقة المشروع، بالإضافة إلى حصول الشركة المشغلة للمشروع على عقد امتياز مشترك مع «المرافق الكهربائية الفرنسية المتعددة الجنسيات (EDF)»، وشركة أبو ظبي لطاقة المستقبل «مصدر» لتطوير البنية التحتية للمشروع بما يتوافق مع مبادئ الاستدامة. كما تعمل الشركة المطورة للمشروع على عمل دراسات بيئية خاصة ورفع مستوى الوعي فيما يخص تأثير الأنشطة البشرية على البيئة، وتحقيق مبدأ صفر نفايات بحلول عام 2025.
كما تبنت الشركة مبادئ الاستدامة في بناء الوجهة والممارسات التشغيلية، وتلتزم بالحد من التلوث البيئي وانبعاثات الكربون من خلال استصلاح التربة وتنشيط دورة الماء في الطبيعة وإعادة تشكيل أحواض الكربون الطبيعية وتوسيع مساحات الغابات وزيادة وتعزيز التنوع البيولوجي وتحسين جميع الموارد الطبيعية لضمان استدامة البيئة وحفظها. وتهدف الشركة إلى تشجيع زوار المشروع على تبني وممارسة أساليب الحياة المستدامة.
أكتشفت مؤخراً وتحديداً في أبريل سنة 2025م؛ مستعمرة مرجانية ضخمة ونادرة من نوع «بافونا [الإنجليزية]» داخل مياه وجهة آمالا وتعد الأكبر في البحر الأحمر ومن الأكبر على مستوى العالم، ويقدر عمرها بين 400 إلى 800 عام. هذه المستعمرة المرجانية تُعد الأولى من نوعها في المنطقة، وتُشكل إضافة هامة للتنوع البيئي البحري في البحر الأحمر، كما تُساهم في تعزيز الجهود البحثية والعلمية في مجال الأحياء البحرية والبيئة.

## المرافق المساندة

### مطار البحر الأحمر الدولي
مطار البحر الأحمر مطار دولي افتتح في سبتمبر 2023م. يقع المطار بين مشروعي أمالا والبحر الأحمر ويبعد مسافة 500كم عن مدينة جدة، بالتحديد بين محافظتي أملج والوجه.  كما أن المطار مخصص لخدمة مشروع أمالا بالإضافة الى وجهة البحر الأحمر، ويرتبط المطار بباقي مناطق المشروعين من خلال مطارات مائية من المقرر إنشاؤها في مناطق المشروعين. تبلغ الطاقة الاستيعابية للمطار نحو مليون مسافر سنوياً. ويعتمد المطار في تشغيله على الطاقة المتجددة بشكلٍ كامل.

### مدينة الموظفين
تقع مدينة الموظفين في الساحل الشمالي لمنطقة المشروع وتبعد مسافة 13 كيلومتر من منطقة الخلجان الثلاثة (تربل باي) (بالإنجليزية: Triple Bay)‏. ويتم تشييد المدينة حتى تستوعب الموظفين الذين سيعملون في المشروع وتتسع طاقة المدينة لما يقارب 20 ألف موظف عند اكتمالها. وتوفر المدينة جميع المرافق العامة والترفيهية لسكانها حتى يتوفر لهم تجربة كاملة.

### قرية العمال
هي قرية سكنية تُعنى بإسكان العمال الذين يعلمون على إنشاء البنية التحتية لكامل المشروع ومرافقه. قُطع شوط كبير في انشاء القرية وهي حالياً في الوضع التشغيلي وتستوعب حاليا ما يقارب 5 الاف عامل، ومن المتوقع أن تتسع القرية لما يقارب 10 ألاف عامل عند اكتمالها.

### المشتل
أنشئ عقد المشتل في أبريل 2019، وتبلغ مساحته ما يقارب مليون متر مربع. ويخدم المشتل بكامل طاقته حالياً، وهو مخصص لخدمة منطقتي مشروع أمالا والبحر الأحمر. ويهدف المشتل أن يقلل من الحاجة للاستيراد من خلال زراعة نحو 25 مليون شتلة من النباتات المحلية من شأنها تكوين غطاء نباتي لمنطقتي أمالا والبحر الأحمر.

## انظر ايضاً
- وجهة البحر الأحمر
- سندالة
- شيبارة
- نيوم